# Maria II van Portugal
Maria da Glória Johanna Charlotte Leopoldina da Cruz Francisca Xavier de Paula Isidora Michaëla Gabriëla Rafaëla Gonzaga de Bragança (Portugees: Dona Maria II) (Rio de Janeiro (Brazilië), 4 april 1819 – Lissabon (Portugal), 15 november 1853), was koningin van Portugal vanaf 1826 tot 1853, alleen tussen 1828 en 1834 was in Portugal Maria’s oom aan de macht, koning Michaël I. Ze was de tweede koningin van Portugal en de Algarve, en de 29ste (voor sommige historici de 30ste) Portugese monarch.

## Leven
Maria werd geboren als oudste dochter van de latere keizer Peter I van Brazilië en diens eerste gemalin Leopoldine van Oostenrijk, dochter van keizer Frans II en keizerin Maria Theresia van Bourbon-Sicilië. Haar vader riep in 1822 de onafhankelijkheid van Brazilië uit met zichzelf als keizer. Toen Maria’s grootvader, koning Johan VI, stierf in maart 1826 ontstond er in Portugal een opvolgingscrisis. De overleden koning had een mannelijke erfgenaam, Peter, maar deze had in 1822 de Braziliaanse onafhankelijkheid uitgeroepen, en was sindsdien als Peter I, keizer van het grootste Zuid-Amerikaanse land. De overleden koning had ook nog een andere zoon, Michaël (Miguel), maar deze was sinds een paar jaar verbannen naar Oostenrijk, na het leiden van een aantal opstanden tegen zijn vader en diens liberale regime. Voor zijn dood, had de koning zijn lievelingsdochter, infante Isabella Maria, aangewezen tot regentes totdat de rechtmatige erfgenaam was teruggekeerd naar het koninkrijk, maar Johan VI had geen officiële erfgenaam aangewezen. 

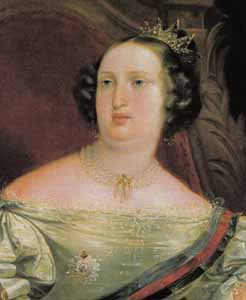
Portret van Maria II, koningin van Portugal
(19e eeuw)

De meeste mensen beschouwden infant Pedro als de rechtmatige erfgenaam van de Portugese troon, maar niemand wilde dat hij Portugal en Brazilië opnieuw zou herenigen, wat zou gebeuren als hij de Portugese troon zou bestijgen. Het Europese land stond onder Braziliaanse regering sinds de twee landen waren ondergebracht in het Verenigd Koninkrijk van Portugal, Brazilië en de Algarve, gesticht door koning Johan VI op 16 december 1815, tijdens zijn verblijf in Rio de Janeiro, van 1808 tot 1820. Uiteindelijk liet Peter het Braziliaanse keizerrijk aan zijn (nog minderjarige) zoon en werd koning van Portugal als koning Peter IV. Koning Peter was zich ervan bewust dat de grote aanhang van zijn broer bereid was om Michaël terug op de troon te zetten en daarom koos hij voor een andere optie: hij abdiceerde als koning van Portugal op 28 mei 1826 ten gunste van zijn oudste dochter, infante Maria da Gloria (die in die tijd nog maar zeven jaar oud was) en zij zou uitgehuwelijkt worden aan haar oom Michaël, die moest instemmen met een liberale grondwet en moest functioneren als een regent tot zijn nicht meerderjarig was geworden.

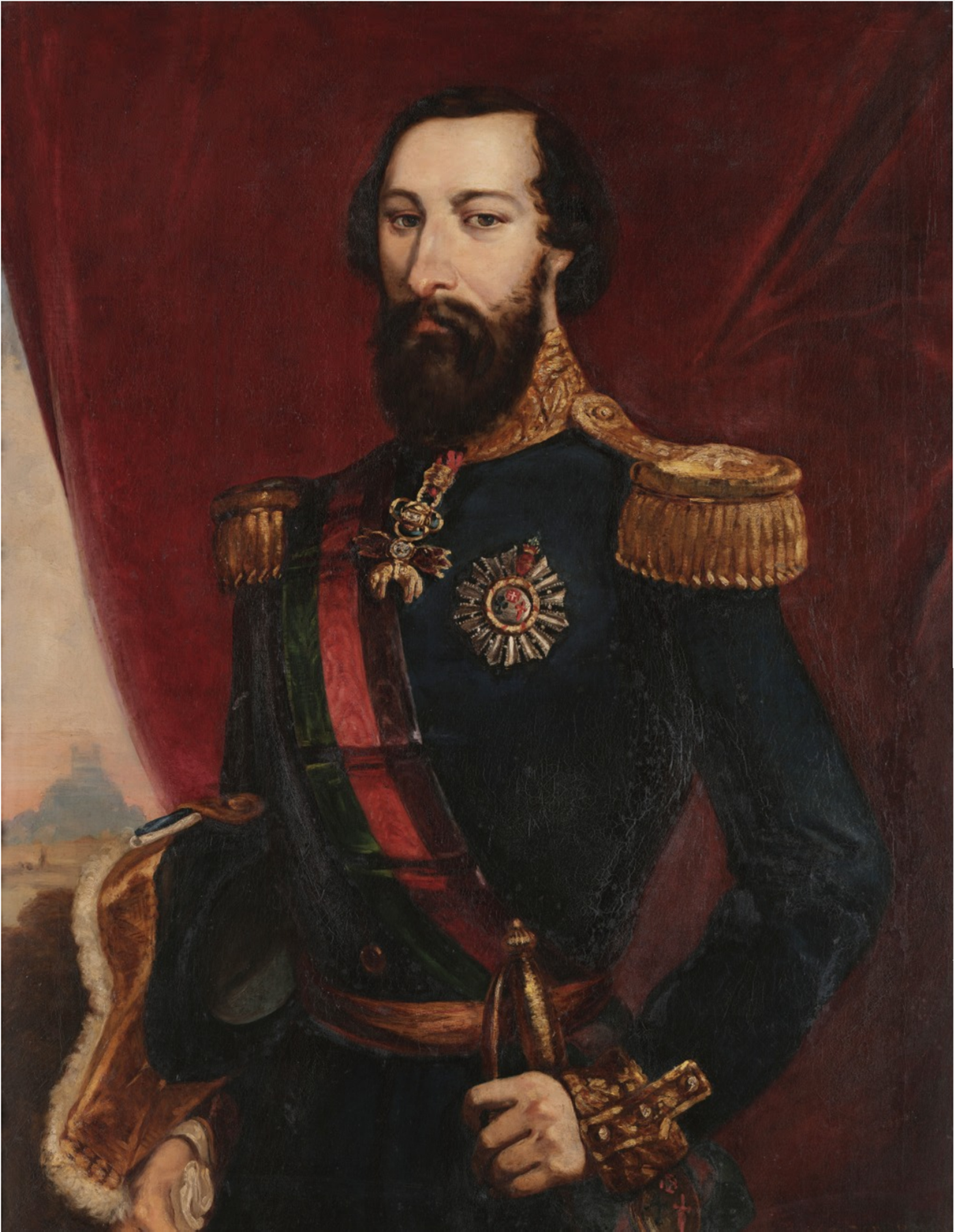
Portret van Ferdinand II van Portugal
Maria's tweede man, medekoning van Maria
(1856), Manuel Maria Bordalo Pinheiro, Museu Nacional dos Coches

Michaël deed alsof hij het accepteerde maar toen hij aankwam in Portugal zette hij koningin Maria II af en benoemde zichzelf koning, trok de liberale grondwet in en regeerde als absolutistisch vorst. Tijdens zijn bewind van terreur, reisde Maria naar vele Europese hoven en bracht onder andere een bezoek aan haar grootvader, keizer Frans I, in Wenen, evenals in het Londen van koning Willem IV en het Parijs van koning Lodewijk Filips. Peter deed afstand van de Braziliaanse troon in 1831, ten gunste van zijn zoon (en Maria's jongere broer, Peter II), en vanuit zijn verblijfplaats op de Azoren viel hij zijn broer Michaël aan en dwong hem tot een abdicatie in 1834. Maria werd daardoor weer koningin en besteeg opnieuw de troon, en liet haar huwelijk met Michaël nietig verklaren. Michaël vertrok opnieuw naar Oostenrijk, en stierf in 1866 in Baden.
Haar regeringstijd werd gekenmerkt door voortdurende conflicten tussen conservatieven, die de constitutionele monarchie zoals gedefinieerd in de nieuwe grondwet aanhingen, en democratische en radicale elementen die herinvoering van de oude constitutie nastreefden. Deze conflicten gingen soms gepaard met bloedige onlusten. Ondanks hevige tegenstand in het land hield Maria vast aan premier António Bernardo da Costa Cabral, hetgeen bijna tot een burgeroorlog leidde.
In 1842 ontving Maria II van paus Gregorius XVI de Gouden Roos.
Ze huwde op 26 januari 1835 te Lissabon met August van Leuchtenberg, zoon van Eugène de Beauharnais, die echter reeds twee maanden later stierf. Op 9 april 1836 hertrouwde ze met Ferdinand van Saksen-Coburg-Gotha, zoon van Ferdinand George August van Saksen-Coburg-Saalfeld-Koháry, die na de geboorte van de troonopvolger Dom Pedro de Alcántara (Peter V) als Ferdinand II de koningstitel kreeg. Maria baarde elf kinderen en stierf in 1853 in het kraambed. Met haar dood eindigde de heerschappij van het Huis Bragança.

## Kinderen
Maria en Ferdinand hadden de volgende kinderen:
- Peter Maria (Pedro Maria) (16 september 1837 – 11 november 1861), koning van Portugal. Volgde zijn moeder op
- Lodewijk Filips (Luís Filipe) (31 oktober 1838 – 19 oktober 1889), koning van Portugal. Volgde zijn oudere broer op
- Maria (4 oktober 1840 †)
- Johan Maria (João Maria) (16 maart 1842 – 27 december 1861), 8e hertog van Beja
- Maria Anna (21 augustus 1843 – 5 februari 1884), gehuwd met George I van Saksen
- Antonia Maria (Antónia Maria) (17 februari 1845 – 17 december 1913), gehuwd met Leopold van Hohenzollern-Sigmaringen
- Ferdinand Maria Lodewijk (Fernando Maria Luís) (23 juli 1846 – 6 november 1861)
- August Maria (Augusto Maria) (4 november 1847 – 26 september 1889), 3e hertog van Coimbra
- Leopold (7 mei 1849 †)
- Maria da Glória (3 februari 1851 †)
- Eugenius (15 november 1853 †)

## Kwartierstaat
| Peter III van Portugal (1717-1786) | Peter III van Portugal (1717-1786) | Peter III van Portugal (1717-1786) | Peter III van Portugal (1717-1786) | Peter III van Portugal (1717-1786) | Peter III van Portugal (1717-1786) | Maria I van Portugal (1734-1816)  | Maria I van Portugal (1734-1816)  | Maria I van Portugal (1734-1816)  | Maria I van Portugal (1734-1816)  | Maria I van Portugal (1734-1816) | Maria I van Portugal (1734-1816) |                                  |                                  | Karel IV van Spanje (1748-1819)  | Karel IV van Spanje (1748-1819)  | Karel IV van Spanje (1748-1819)            | Karel IV van Spanje (1748-1819)            | Karel IV van Spanje (1748-1819)            | Karel IV van Spanje (1748-1819)            | Maria Louisa van Parma (1751-1819)         | Maria Louisa van Parma (1751-1819)         | Maria Louisa van Parma (1751-1819) | Maria Louisa van Parma (1751-1819) | Maria Louisa van Parma (1751-1819)                  | Maria Louisa van Parma (1751-1819)                  |                                                     |                                                     | Keizer Leopold II (1747-1792)                       | Keizer Leopold II (1747-1792)                       | Keizer Leopold II (1747-1792) | Keizer Leopold II (1747-1792) | Keizer Leopold II (1747-1792)          | Keizer Leopold II (1747-1792)          | Marie Louise van Bourbon (1745-1792)   | Marie Louise van Bourbon (1745-1792)   | Marie Louise van Bourbon (1745-1792)   | Marie Louise van Bourbon (1745-1792)   | Marie Louise van Bourbon (1745-1792)  | Marie Louise van Bourbon (1745-1792)  |                                                         |                                                         | Ferdinand I der Beide Siciliën (1751-1825)              | Ferdinand I der Beide Siciliën (1751-1825)              | Ferdinand I der Beide Siciliën (1751-1825)              | Ferdinand I der Beide Siciliën (1751-1825)              | Ferdinand I der Beide Siciliën (1751-1825)     | Ferdinand I der Beide Siciliën (1751-1825)     | Maria Carolina van Oostenrijk (1752-1814)      | Maria Carolina van Oostenrijk (1752-1814)      | Maria Carolina van Oostenrijk (1752-1814) | Maria Carolina van Oostenrijk (1752-1814) | Maria Carolina van Oostenrijk (1752-1814) | Maria Carolina van Oostenrijk (1752-1814) |  |  |  |  |  |  |  |  |  |  |  |  |  |  |  |  |  |  |  |  |  |  |  |  |  |  |  |  |  |  |  |  |  |  |  |  |  |  |  |  |  |  |  |  |  |  |  |  |
| Peter III van Portugal (1717-1786) | Peter III van Portugal (1717-1786) | Peter III van Portugal (1717-1786) | Peter III van Portugal (1717-1786) | Peter III van Portugal (1717-1786) | Peter III van Portugal (1717-1786) | Maria I van Portugal (1734-1816)  | Maria I van Portugal (1734-1816)  | Maria I van Portugal (1734-1816)  | Maria I van Portugal (1734-1816)  | Maria I van Portugal (1734-1816) | Maria I van Portugal (1734-1816) |                                  |                                  | Karel IV van Spanje (1748-1819)  | Karel IV van Spanje (1748-1819)  | Karel IV van Spanje (1748-1819)            | Karel IV van Spanje (1748-1819)            | Karel IV van Spanje (1748-1819)            | Karel IV van Spanje (1748-1819)            | Maria Louisa van Parma (1751-1819)         | Maria Louisa van Parma (1751-1819)         | Maria Louisa van Parma (1751-1819) | Maria Louisa van Parma (1751-1819) | Maria Louisa van Parma (1751-1819)                  | Maria Louisa van Parma (1751-1819)                  |                                                     |                                                     | Keizer Leopold II (1747-1792)                       | Keizer Leopold II (1747-1792)                       | Keizer Leopold II (1747-1792) | Keizer Leopold II (1747-1792) | Keizer Leopold II (1747-1792)          | Keizer Leopold II (1747-1792)          | Marie Louise van Bourbon (1745-1792)   | Marie Louise van Bourbon (1745-1792)   | Marie Louise van Bourbon (1745-1792)   | Marie Louise van Bourbon (1745-1792)   | Marie Louise van Bourbon (1745-1792)  | Marie Louise van Bourbon (1745-1792)  |                                                         |                                                         | Ferdinand I der Beide Siciliën (1751-1825)              | Ferdinand I der Beide Siciliën (1751-1825)              | Ferdinand I der Beide Siciliën (1751-1825)              | Ferdinand I der Beide Siciliën (1751-1825)              | Ferdinand I der Beide Siciliën (1751-1825)     | Ferdinand I der Beide Siciliën (1751-1825)     | Maria Carolina van Oostenrijk (1752-1814)      | Maria Carolina van Oostenrijk (1752-1814)      | Maria Carolina van Oostenrijk (1752-1814) | Maria Carolina van Oostenrijk (1752-1814) | Maria Carolina van Oostenrijk (1752-1814) | Maria Carolina van Oostenrijk (1752-1814) |  |  |  |  |  |  |  |  |  |  |  |  |  |  |  |  |  |  |  |  |  |  |  |  |  |  |  |  |  |  |  |  |  |  |  |  |  |  |  |  |  |  |  |  |  |  |  |  |
|                                    |                                    |                                    |                                    |                                    |                                    |                                   |                                   |                                   |                                   |                                  |                                  |                                  |                                  |                                  |                                  |                                            |                                            |                                            |                                            |                                            |                                            |                                    |                                    |                                                     |                                                     |                                                     |                                                     |                                                     |                                                     |                               |                               |                                        |                                        |                                        |                                        |                                        |                                        |                                       |                                       |                                                         |                                                         |                                                         |                                                         |                                                         |                                                         |                                                |                                                |                                                |                                                |                                           |                                           |                                           |                                           |  |  |  |  |  |  |  |  |  |  |  |  |  |  |  |  |  |  |  |  |  |  |  |  |  |  |  |  |  |  |  |  |  |  |  |  |  |  |  |  |  |  |  |  |  |  |  |  |
|                                    |                                    |                                    |                                    | Johan VI van Portugal (1767-1826)  | Johan VI van Portugal (1767-1826)  | Johan VI van Portugal (1767-1826) | Johan VI van Portugal (1767-1826) | Johan VI van Portugal (1767-1826) | Johan VI van Portugal (1767-1826) |                                  |                                  |                                  |                                  |                                  |                                  | Charlotte Joachime van Bourbon (1775-1830) | Charlotte Joachime van Bourbon (1775-1830) | Charlotte Joachime van Bourbon (1775-1830) | Charlotte Joachime van Bourbon (1775-1830) | Charlotte Joachime van Bourbon (1775-1830) | Charlotte Joachime van Bourbon (1775-1830) |                                    |                                    |                                                     |                                                     |                                                     |                                                     |                                                     |                                                     |                               |                               | Frans II van Oostenrijk (1768-1835)    | Frans II van Oostenrijk (1768-1835)    | Frans II van Oostenrijk (1768-1835)    | Frans II van Oostenrijk (1768-1835)    | Frans II van Oostenrijk (1768-1835)    | Frans II van Oostenrijk (1768-1835)    |                                       |                                       |                                                         |                                                         |                                                         |                                                         | Maria Theresia van Bourbon-Sicilië (1772-1807)          | Maria Theresia van Bourbon-Sicilië (1772-1807)          | Maria Theresia van Bourbon-Sicilië (1772-1807) | Maria Theresia van Bourbon-Sicilië (1772-1807) | Maria Theresia van Bourbon-Sicilië (1772-1807) | Maria Theresia van Bourbon-Sicilië (1772-1807) |                                           |                                           |                                           |                                           |  |  |  |  |  |  |  |  |  |  |  |  |  |  |  |  |  |  |  |  |  |  |  |  |  |  |  |  |  |  |  |  |  |  |  |  |  |  |  |  |  |  |  |  |  |  |  |  |
|                                    |                                    |                                    |                                    | Johan VI van Portugal (1767-1826)  | Johan VI van Portugal (1767-1826)  | Johan VI van Portugal (1767-1826) | Johan VI van Portugal (1767-1826) | Johan VI van Portugal (1767-1826) | Johan VI van Portugal (1767-1826) |                                  |                                  |                                  |                                  |                                  |                                  | Charlotte Joachime van Bourbon (1775-1830) | Charlotte Joachime van Bourbon (1775-1830) | Charlotte Joachime van Bourbon (1775-1830) | Charlotte Joachime van Bourbon (1775-1830) | Charlotte Joachime van Bourbon (1775-1830) | Charlotte Joachime van Bourbon (1775-1830) |                                    |                                    |                                                     |                                                     |                                                     |                                                     |                                                     |                                                     |                               |                               | Frans II van Oostenrijk (1768-1835)    | Frans II van Oostenrijk (1768-1835)    | Frans II van Oostenrijk (1768-1835)    | Frans II van Oostenrijk (1768-1835)    | Frans II van Oostenrijk (1768-1835)    | Frans II van Oostenrijk (1768-1835)    |                                       |                                       |                                                         |                                                         |                                                         |                                                         | Maria Theresia van Bourbon-Sicilië (1772-1807)          | Maria Theresia van Bourbon-Sicilië (1772-1807)          | Maria Theresia van Bourbon-Sicilië (1772-1807) | Maria Theresia van Bourbon-Sicilië (1772-1807) | Maria Theresia van Bourbon-Sicilië (1772-1807) | Maria Theresia van Bourbon-Sicilië (1772-1807) |                                           |                                           |                                           |                                           |  |  |  |  |  |  |  |  |  |  |  |  |  |  |  |  |  |  |  |  |  |  |  |  |  |  |  |  |  |  |  |  |  |  |  |  |  |  |  |  |  |  |  |  |  |  |  |  |
|                                    |                                    |                                    |                                    |                                    |                                    |                                   |                                   |                                   |                                   | Peter I van Brazilië (1798-1834) | Peter I van Brazilië (1798-1834) | Peter I van Brazilië (1798-1834) | Peter I van Brazilië (1798-1834) | Peter I van Brazilië (1798-1834) | Peter I van Brazilië (1798-1834) |                                            |                                            |                                            |                                            |                                            |                                            |                                    |                                    |                                                     |                                                     |                                                     |                                                     |                                                     |                                                     |                               |                               |                                        |                                        |                                        |                                        |                                        |                                        | Leopoldine van Oostenrijk (1797-1826) | Leopoldine van Oostenrijk (1797-1826) | Leopoldine van Oostenrijk (1797-1826)                   | Leopoldine van Oostenrijk (1797-1826)                   | Leopoldine van Oostenrijk (1797-1826)                   | Leopoldine van Oostenrijk (1797-1826)                   |                                                         |                                                         |                                                |                                                |                                                |                                                |                                           |                                           |                                           |                                           |  |  |  |  |  |  |  |  |  |  |  |  |  |  |  |  |  |  |  |  |  |  |  |  |  |  |  |  |  |  |  |  |  |  |  |  |  |  |  |  |  |  |  |  |  |  |  |  |
|                                    |                                    |                                    |                                    |                                    |                                    |                                   |                                   |                                   |                                   | Peter I van Brazilië (1798-1834) | Peter I van Brazilië (1798-1834) | Peter I van Brazilië (1798-1834) | Peter I van Brazilië (1798-1834) | Peter I van Brazilië (1798-1834) | Peter I van Brazilië (1798-1834) |                                            |                                            |                                            |                                            |                                            |                                            |                                    |                                    |                                                     |                                                     |                                                     |                                                     |                                                     |                                                     |                               |                               |                                        |                                        |                                        |                                        |                                        |                                        | Leopoldine van Oostenrijk (1797-1826) | Leopoldine van Oostenrijk (1797-1826) | Leopoldine van Oostenrijk (1797-1826)                   | Leopoldine van Oostenrijk (1797-1826)                   | Leopoldine van Oostenrijk (1797-1826)                   | Leopoldine van Oostenrijk (1797-1826)                   |                                                         |                                                         |                                                |                                                |                                                |                                                |                                           |                                           |                                           |                                           |  |  |  |  |  |  |  |  |  |  |  |  |  |  |  |  |  |  |  |  |  |  |  |  |  |  |  |  |  |  |  |  |  |  |  |  |  |  |  |  |  |  |  |  |  |  |  |  |
|                                    |                                    |                                    |                                    |                                    |                                    |                                   |                                   |                                   |                                   |                                  |                                  |                                  |                                  |                                  |                                  |                                            |                                            |                                            |                                            |                                            |                                            |                                    |                                    |                                                     |                                                     |                                                     |                                                     |                                                     |                                                     |                               |                               |                                        |                                        |                                        |                                        |                                        |                                        |                                       |                                       |                                                         |                                                         |                                                         |                                                         |                                                         |                                                         |                                                |                                                |                                                |                                                |                                           |                                           |                                           |                                           |  |  |  |  |  |  |  |  |  |  |  |  |  |  |  |  |  |  |  |  |  |  |  |  |  |  |  |  |  |  |  |  |  |  |  |  |  |  |  |  |  |  |  |  |  |  |  |  |
|                                    |                                    |                                    |                                    |                                    |                                    |                                   |                                   |                                   |                                   |                                  |                                  |                                  |                                  |                                  |                                  |                                            |                                            |                                            |                                            |                                            |                                            |                                    |                                    |                                                     |                                                     |                                                     |                                                     |                                                     |                                                     |                               |                               |                                        |                                        |                                        |                                        |                                        |                                        |                                       |                                       |                                                         |                                                         |                                                         |                                                         |                                                         |                                                         |                                                |                                                |                                                |                                                |                                           |                                           |                                           |                                           |  |  |  |  |  |  |  |  |  |  |  |  |  |  |  |  |  |  |  |  |  |  |  |  |  |  |  |  |  |  |  |  |  |  |  |  |  |  |  |  |  |  |  |  |  |  |  |  |
| Maria II van Portugal (1819-1853)  | Maria II van Portugal (1819-1853)  | Maria II van Portugal (1819-1853)  | Maria II van Portugal (1819-1853)  | Maria II van Portugal (1819-1853)  | Maria II van Portugal (1819-1853)  |                                   |                                   | Miguel van Portugal (1820-1820)   | Miguel van Portugal (1820-1820)   | Miguel van Portugal (1820-1820)  | Miguel van Portugal (1820-1820)  | Miguel van Portugal (1820-1820)  | Miguel van Portugal (1820-1820)  |                                  |                                  | João Carlos van Portugal (1821-1822)       | João Carlos van Portugal (1821-1822)       | João Carlos van Portugal (1821-1822)       | João Carlos van Portugal (1821-1822)       | João Carlos van Portugal (1821-1822)       | João Carlos van Portugal (1821-1822)       |                                    |                                    | Januária Maria van Portugal en Brazilië (1822-1901) | Januária Maria van Portugal en Brazilië (1822-1901) | Januária Maria van Portugal en Brazilië (1822-1901) | Januária Maria van Portugal en Brazilië (1822-1901) | Januária Maria van Portugal en Brazilië (1822-1901) | Januária Maria van Portugal en Brazilië (1822-1901) |                               |                               | Paula Mariana van Portugal (1823-1833) | Paula Mariana van Portugal (1823-1833) | Paula Mariana van Portugal (1823-1833) | Paula Mariana van Portugal (1823-1833) | Paula Mariana van Portugal (1823-1833) | Paula Mariana van Portugal (1823-1833) |                                       |                                       | Francisca Caroline van Portugal en Brazilië (1824-1898) | Francisca Caroline van Portugal en Brazilië (1824-1898) | Francisca Caroline van Portugal en Brazilië (1824-1898) | Francisca Caroline van Portugal en Brazilië (1824-1898) | Francisca Caroline van Portugal en Brazilië (1824-1898) | Francisca Caroline van Portugal en Brazilië (1824-1898) |                                                |                                                | Peter II van Brazilië (1825-1891)              | Peter II van Brazilië (1825-1891)              | Peter II van Brazilië (1825-1891)         | Peter II van Brazilië (1825-1891)         | Peter II van Brazilië (1825-1891)         | Peter II van Brazilië (1825-1891)         |  |  |  |  |  |  |  |  |  |  |  |  |  |  |  |  |  |  |  |  |  |  |  |  |  |  |  |  |  |  |  |  |  |  |  |  |  |  |  |  |  |  |  |  |  |  |  |  |

- Biblioteca Nacional de España: XX1592007
- Bibliothèque nationale de France: cb149536491 (data)
- Gemeinsame Normdatei: 123303788
- International Standard Name Identifier: 0000 0001 2208 3183
- Library of Congress Control Number: n82011727
- Nationale Bibliotheek van Tsjechië: mzk2005299223
- Nationale Bibliotheek van Israël: 987007347161805171
- Nationale Bibliotheek van Polen: a0000003537788
- Istituto Centrale per il Catalogo Unico: MUSV075788
- Système universitaire de documentation: 134241975
- Museum of New Zealand Te Papa Tongarewa: 67629
- Virtual International Authority File: 3376217
- WorldCat: E39PBJmP7vKdVdVYVYXRwDPWjC